# Emidio Lopardi
Emidio Lopardi (L'Aquila, 27 novembre 1877 – L'Aquila, 1º ottobre 1960) è stato un politico italiano.

## Biografia
Nel 1895, appena maggiorenne, si iscrisse alla sezione aquilana del Partito Socialista..
In seguito fu direttore del giornale locale L'Avvenire, firmandosi talvolta con lo pseudonimo Ursus. All'Aquila fu inoltre consigliere comunale per oltre vent'anni e assessore. Nel 1907 divenne consigliere alla provincia dell'Aquila e dal 1912 fu deputato nello stesso ente, ricoprendo anche la carica di presidente del Consorzio delle Cooperative di Lavoro dell'Aquila.
Durante la prima guerra mondiale fu sottotenente dell'esercito italiano..
Fu deputato dal 1919 al 1926, quando, avendo partecipato alla secessione dell'Aventino, fu dichiarato decaduto insieme agli altri deputati antifascisti.
Durante il secondo conflitto bellico partecipò attivamente alla Resistenza.
Nel 1945 fu nominato nella Consulta Nazionale ed eletto deputato all'Assemblea Costituente. In seguito fu nominato senatore di diritto per la I Legislatura sulla base della III disposizione transitoria della Costituzione.
È il padre di Ubaldo Lopardi, parlamentare della Repubblica e sindaco dell'Aquila.